# Böhme-Zeitung
Die Böhme-Zeitung ist eine Tageszeitung, die schwerpunktmäßig in den Städten Soltau, Schneverdingen, Munster, Bispingen, Wietzendorf, Neuenkirchen und Umgebung – und somit im nördlichen Teil des Landkreises Heidekreis – erscheint. Sie ist nach dem Fluss Böhme benannt, der durch das Gebiet fließt. 
Herausgeber in fünfter Generation ist Martin Mundschenk. Der Verlag ist die Mundschenk Nachrichtengesellschaft GmbH & Co. KG in Soltau. Die Zeitung erscheint im Berliner Format.

## Redaktion
Die Böhme-Zeitung ist eine Regional- und Lokalzeitung. Die Lokalredaktion hat ihren Sitz in Soltau. Die Redaktion kooperiert eng mit dem Recherchebüro Correctiv in Berlin, da sie großen Wert auf investigative Recherchen auch im Regionalen und Lokalen legt. Weitere Schwerpunkte ihrer Arbeit liegen im konstruktiven Journalismus und im lokalen Herunterbrechen von Megatrends.
Die überregionalen Seiten werden vom RedaktionsNetzwerk Deutschland aus Hannover geliefert. Die Böhme-Zeitung bildet eine Publizistische Einheit mit den Zeitungen Lüneburger Landeszeitung (Lüneburg), Elbe-Jeetzel-Zeitung (Lüchow), Winsener Anzeiger (Winsen (Luhe)), Allgemeine Zeitung (Uelzen) und Isenhagener Kreisblatt.
Neben der Tageszeitung erscheinen verschiedene themenorientierte Journale. Die Zeitung betreibt ebenfalls ein regionales Veranstaltungsportal.

## Geschichte

### Gründung und erste Ausgabe
Leonhard Mundschenk, geboren am 8. Oktober 1834 in Astheim, machte in Mainz eine Lehre als Schweizerdegen (gleichzeitig Buchdrucker und Schriftsetzer). Auf seiner anschließenden Wanderschaft kam er auch nach Lüneburg und Uelzen, wo er für die Von Stern’sche Druckerei arbeitete. 1864 beschloss Mundschenk, nach Soltau zu gehen und dort eine eigene Zeitung zu gründen, da es in der 1900-Einwohner-Stadt bis dato noch keine Lokalzeitung gab.
Am 1. September 1864 zog Mundschenk mit seiner Familie von Uelzen nach Soltau und mietete ein paar Räume an der Ecke Wilhelmstraße/Winsener Straße (Krauls Eck) an. Die erste Ausgabe der Böhme-Zeitung – Wochen-Blatt für die Aemter Soltau und Fallingbostel sollte am 1. Oktober erscheinen, doch die Konzession verzögerte sich aufgrund seiner hessischen Herkunft und erst am 18. Oktober 1864 erhielt Mundschenk schließlich die Genehmigung.
So erschien die erste Ausgabe der Böhme-Zeitung am 19. Oktober 1864. Sie bestand aus vier Druckseiten im Format 22 mal 33 Zentimeter, die mit einer Handpresse hergestellt wurden. Zu Beginn hatte die Zeitung, die zunächst mittwochs und sonnabends erschien, 134 Abonnenten, nach einem Jahr war die Zahl bereits auf 570 angewachsen.

### Entwicklung in der Anfangszeit
Mit der am 22. Dezember 1864 ausgestellten Buchhandelskonzession war es Mundschenk auch gestattet, Bücher und Kalender zu drucken und zu verkaufen. Da die Geschäftsräume schnell zu eng wurden, verlegte er die Druckerei in die heutige Bahnhofstraße 1. 1868 kaufte Mundschenk die erste Schnellpresse, die die Arbeit deutlich vereinfachte. Die Ausgaben, die mit dieser Presse gedruckt wurde, hatte ein vergrößertes Format. 1877 und 1886 wurden weitere Schnellpressen angeschafft.
Anfang 1872 kaufte Mundschenk ein Grundstück mit Haus und Stallgebäude an der Kirchstraße 121 (später Kirchstraße 4), das am 30. Juni 1872 bezogen wurde. 1901 erwarb er auch das Nachbargrundstück, um dort ein Betriebsgebäude zu bauen. Eine neue Setzmaschine und eine Doppelschnellpresse wurden eingesetzt, 1904 war Mundschenk der erste Zeitungsverleger im Regierungsbezirk Lüneburg mit einer Rotationsdruckmaschine.
Ab 1877 gründete oder übernahm Leonhard Mundschenk (zeitweise) verschiedene Druckereien in Uelzen, Zeven, Zahna/Wittenberg und Oberlahnstein. Er überließ die Leitung der Druckereien zum Teil seinen Söhnen oder Schwiegersöhnen, die ebenfalls eine Druckerlehre absolviert hatten. Die Druckereien in Zeven und Lutherstadt Wittenberg bestehen bis heute.
Zwischenzeitlich erschien die Zeitung bereits dreimal wöchentlich (dienstags, donnerstags, sonnabends), doch Vertriebsprobleme auf dem Land führten dazu, dass ab 1871 wieder auf zwei Ausgaben pro Woche (dienstags und freitags) umgestellt wurde. Ab dem 1. Oktober 1882 erschien die Böhme-Zeitung dann zunächst täglich. Aufgrund der Kreisreformen 1885 und der damit verbundenen entfallenden amtlichen Bekanntmachungen des Kreises Fallingbostel wurde ab dem 1. Juni 1885 wieder auf die dreimal wöchentliche Erscheinungsweise umgestellt (montags, mittwochs, freitags). Der Name der Zeitung lautet daraufhin „Böhme-Zeitung – Kreis-Blatt für den Kreis Soltau – General-Anzeiger für die Kreise Soltau und Fallingbostel an der Böhme und Aller“, auf Anordnung vom Landratsamt muss der letzte Teil des Untertitels kurz darauf jedoch wieder entfallen. Ab 1901 erschien die Zeitung täglich als Abendzeitung.

### Kriegs- und Krisenjahre
Den Ersten Weltkrieg überlebte die Böhme-Zeitung trotz Papierknappheit und großem Zeitungssterben. Ab dem 1. Januar 1919 übernahm Emil Mundschenk den Betrieb seines Vaters, welcher am 18. März 1919 verstarb. Nach dem Krieg folgten weitere Krisen wie die Inflation – der Abo-Preis stieg Ende 1923 auf über eine Milliarde Mark pro Monat – und die Zeit des Nationalsozialismus. Nachdem das Konkurrenzblatt Soltauer Nachrichten im April 1936 auf Anordnung der Nazis eingestellt worden war, kaufte Emil Mundschenk die Verlagsrechte und die Druckmaschine auf. Die Böhme-Zeitung trug daraufhin vorübergehend den Titel „Böhme-Zeitung – Soltauer Zeitung/Soltauer Nachrichten – Amtliches Kreisblatt des Kreises Soltau / Gegründet 1864“. Im Mai 1941 musste auch die Schneverdinger Zeitung schließen und ging ebenfalls in der BZ auf. Die letzte Ausgabe vor der Besetzung der Stadt am 17. April 1945 erschien als zweiseitige Ausgabe vom 13./14./15. April.
Nach der Besetzung durch die Briten war das Herausgeben von Zeitungen, die bereits vor 1945 erschienen waren, verboten. Glückliche Umstände ermöglichten eine Zusammenarbeit mit der Versicherungswirtschaft, so dass die Mundschenk Druckerei mit dem Drucken von Formularen anderweitig ausgelastet werden konnte.
Am 7. August 1949 traten Emil Mundschenk und sein Sohn Martin dem Zeitungsring des Niederdeutschen Verlages in Hamburg bei, wodurch beide ab 1. September 1949 zu Lizenträgern der Niederdeutschen Zeitung für den Kreis Soltau wurden und die Zeitung in Soltau drucken konnten. Zum 1. Januar 1953 schloss sich die Böhme-Zeitung mit der Landeszeitung für die Lüneburger Heide (Lüneburg), der Allgemeinen Zeitung der Lüneburger Heide (Uelzen), der Elbe-Jeetzel-Zeitung (Lüchow), dem Winsener Anzeiger (Winsen (Luhe)), dem Isenhagener Kreisblatt (Wittingen) und der Aller-Zeitung (Gifhorn) zusammen. Damit liefen seit diesem Tag das überregionale Anzeigengeschäft und die Produktion der überregionalen Seiten, dem Mantel, gesammelt in Lüneburg.

### Neubau und Modernisierung
Bereits ab den 1950er Jahren gab es erneute Überlegungen einer Vergrößerung des Betriebsgeländes. Durch den Tod von Emil Mundschenk im September 1954 wurde diese zunächst zurückgestellt, doch sein Sohn Martin, der den Betrieb übernommen hatte, nahm die Überlegungen schließlich wieder auf. Im März 1963 wurde zunächst noch ein Bauantrag für eine Erweiterung an der Kirchstraße gestellt, doch in den Folgejahren dachte man um. 1969 wurde der Grundstein für das noch heute genutzte neue Betriebsgelände an der Harburger Straße gelegt, im August 1971 fand die Eröffnung statt. Kurz nach der Einweihung der neuen Geschäftsstelle starb Martin Mundschenk. Im Alter von 29 Jahren musste sein Sohn Wolff-Martin Mundschenk den Betrieb frühzeitig übernehmen.
Im März 1977 wurde die alte Rotationsdruckmaschine, die noch in der Kirchstraße stationiert war, durch eine neue Maschine an der Harburger Straße ersetzt. Diese konnte u. a. auch von neuartigen Kunststoffplatten drucken. Dies war wichtig, damit die gesamte Satztechnik im Sommer 1980 auf computergestützten Fotosatz umgestellt werden konnte. Immer wieder wurde der Maschinenpark erweitert und modernisiert, so wurde beispielsweise 1997 eine 32-seitige Vierfarben-Rotationsdruckmaschine angeschafft.
2004 wurde die Mundschenk Druckerei als erste in Deutschland nach dem Qualitätsstandard DIN ISO 12647-2 zertifiziert. Im Jahr 2007 wurde der älteste Sohn Wolff-Martin Mundschenks, Martin Mundschenk, Mitgeschäftsführer des Betriebes und übernahm in den folgenden Jahren nach und nach die Leitung von seinem Vater. Um die ab der Jahrtausendwende einsetzende Zeitungskrise zu überstehen, folgten ab 2008 zahlreiche Umstrukturierungen – wie etwa die organisatorische Trennung von Verlag und Druckerei – und Investitionen z. B. in den Digitaldruck oder eine Endlosdruckmaschine. Seit 2006 ist die Böhme-Zeitung auch als ePaper abrufbar.
Zum 150-jährigen Jubiläum der Zeitung fand 2014 eine zweimonatige Sonderausstellung im Museum Soltau statt, die auf die Lokalgeschichte und die Historie des Druckwesens zurückblickt.

### Agilität und Kulturwandel
Seit dem Jahr 2015 befindet sich das Unternehmen in der vielschichtigen Transition hin zur Agilität, was insbesondere zu verbesserter Zusammenarbeit und schnellerer Time-to-Market geführt hat. Das Unternehmen setzt seit 2020 das Management-System Objectives and Key Results ein. Es wird zudem an einer breit aufgestellten digitalen Infrastruktur gearbeitet (digitale Transformation), um das Unternehmen zukunftsfähig zu gestalten.

## Auflage
Die Böhme-Zeitung hat wie die meisten deutschen Tageszeitungen in den vergangenen Jahren an Auflage eingebüßt. Die verkaufte Auflage ist in den vergangenen 10 Jahren um durchschnittlich 4,1 % pro Jahr gesunken. Im vergangenen Jahr hat sie um 4,7 % abgenommen. Sie beträgt gegenwärtig Fehler in Vorlage:IVW-Text: Ungültige Rückgabe der Metadatenvorlage Der Anteil der Abonnements an der verkauften Auflage liegt bei Fehler im Ausdruck: Unerwarteter Operator / Prozent.
| 1998  | 1999  | 2000  | 2001  | 2002  | 2003  | 2004  | 2005  | 2006  | 2007  | 2008  | 2009  | 2010  | 2011  | 2012  | 2013  | 2014  | 2015  | 2016  | 2017  | 2018 | 2019 | 2020 | 2021 | 2022 | 2023 | 2024 |
| ----- | ----- | ----- | ----- | ----- | ----- | ----- | ----- | ----- | ----- | ----- | ----- | ----- | ----- | ----- | ----- | ----- | ----- | ----- | ----- | ---- | ---- | ---- | ---- | ---- | ---- | ---- |
| 13526 | 13443 | 14428 | 13106 | 12814 | 12628 | 12331 | 12186 | 12046 | 12000 | 11774 | 11620 | 11401 | 11191 | 11152 | 10900 | 10675 | 10683 | 10437 | 10026 | 9776 | 9449 | 9300 | 9101 | 8418 | 7394 | 7044 |